# Карло Жганец
Карло Жганец (Загреб, 25. јул 1995) хрватски је кошаркаш. Игра на позицијама крилног центра и центра, а тренутно наступа за Задар.

## Биографија
Жганец је сениорску каријеру започео 2012. године у клубу Загреб, у коме је провео две сезоне. Од јула 2014. па до 2019. је играо за Цедевиту, са којом је освојио десет домаћих трофеја (дупле круне у сезонама 2014/15, 2015/16, 2016/17. и 2017/18, и још по један Куп и Суперкуп Јадранске лиге).
Имао је доста успеха у млађим категоријама хрватске репрезентације. Са кадетском селекцијом је 2011. освојио злато на Европском првенству, а годину дана касније и сребро на Светском. Са јуниорима се у континенталној конкуренцији окитио још двема медаљама — златном 2012. и сребрном 2013. године.

## Успеси

### Клупски
- Цедевита:
  - Првенство Хрватске (4): 2014/15, 2015/16, 2016/17, 2017/18.
  - Куп Хрватске (5): 2015, 2016, 2017, 2018, 2019.
  - Суперкуп Јадранске лиге (1): 2017.

- У Клуж-Напока:
  - Првенство Румуније (1): 2020/21.
  - Куп Румуније (1): 2020.

### Репрезентативни
- Европско првенство до 16 година:  2011.
- Светско првенство до 17 година:  2012.
- Европско првенство до 18 година:  2012,  2013.